# Marcel Lasée
Marcel Lasée (ur. 10 stycznia 1982 w Düsseldorfie) – niemiecki kierowca wyścigowy.

## Kariera
Lasée rozpoczął karierę w wyścigach samochodowych w roku 1999, od startów w Niemieckiej Formule Ford 1800. Z dorobkiem 10 punktów uplasował się tam na osiemnastej pozycji w klasyfikacji generalnej. W późniejszych latach startował także w Europejskim Pucharze Formuły Renault 2000, Niemieckiej Formule Renault, Niemieckiej Formule 3, Masters of Formula 3, Formule 3 Euro Series, SEAT Leon Supercopa Germany oraz w ADAC GT Masters.
W Formule 3 Euro Series wystartował w 2003 roku ze szwajcarską ekipą Swiss Racing Team. W ciągu dziesięciu wyścigów uzbierał łącznie trzy punkty. Dało mu to 23 miejsce w klasyfikacji końcowej.
W sezonie 2002 Niemiec pełnił funkcję kierowcy testowego w zespole Formuły 1 - Jordan Grand Prix.